# Горчаков, Лев Алексеевич
Лев Алексеевич Горчаков — советский хозяйственный и политический деятель.

## Биография
Родился в 1929 году в Туле. Член КПСС.
Окончил Ленинградский военно-механический институт.
В 1953—1969 гг. — инженерный, руководящий и партийный работник на заводах города Ленинграда.
В 1969—1975 гг. — начальник Ленинградского областного управления профтехобразования.
В 1975—1989 гг. — начальник Главного управления профтехобразования Ленинграда и Ленинградской области.
Делегат XXV съезда КПСС.
Лауреат премии им. А. Г. Неболсина в области профессионального образования, отличник профтехобразования СССР и РСФСР.
Умер в 2015 году в Санкт-Петербурге.

## Вклад Горчакова
С 1977 г. все профтехучилища Ленинграда и области первыми в стране перешли на подготовку рабочих со средним образованием. За время работы Горчакова было построено 87 новых комплексов ПТУ и, кроме того, 300 отдельных зданий, включая учебные корпуса, учебно-производственные мастерские, столовые, общежития, а также реконструировано более 35 зданий.
Более 700 высококвалифицированных рабочих Ленинграда, включая 11 Героев Социалистического труда и лауреатов Государственных премий были привлечены и приступили к профессиональному обучению в системе профтехобразования Ленинграда и Ленинградской области.
В течение 9 лет под руководством Горчакова Главленпрофобр удерживал первое место во Всесоюзном соревновании управлений профтехобразования.

## Награды
- Орден Октябрьской Революции
- Орден Трудового Красного Знамени (дважды)
- Орден Дружбы народов